# أوسكار لوزانو
أوسكار لوزانو (بالإسبانية: Oscar Lozano)‏ هو لاعب رماية مكسيكي، ولد في 29 سبتمبر 1928 في مونتيري في المكسيك.

## وصلات خارجية
- أوسكار لوزانو على موقع أوليمبيديا (الإنجليزية)